# Bajocium
| ❮ | System  | Serie      | Stufe         | ≈ Alter (mya) |
| ❮ | später  | später     | später        | jünger        |
| - | ------- | ---------- | ------------- | ------------- |
| ❮ | J u r a | Oberjura   | Tithonium     | 145 ⬍ 152,1   |
| ❮ | J u r a | Oberjura   | Kimmeridgium  | 152,1 ⬍ 157,3 |
| ❮ | J u r a | Oberjura   | Oxfordium     | 157,3 ⬍ 163,5 |
| ❮ | J u r a | Mitteljura | Callovium     | 163,5 ⬍ 166,1 |
| ❮ | J u r a | Mitteljura | Bathonium     | 166,1 ⬍ 168,3 |
| ❮ | J u r a | Mitteljura | Bajocium      | 168,3 ⬍ 170,3 |
| ❮ | J u r a | Mitteljura | Aalenium      | 170,3 ⬍ 174,1 |
| ❮ | J u r a | Unterjura  | Toarcium      | 174,1 ⬍ 182,7 |
| ❮ | J u r a | Unterjura  | Pliensbachium | 182,7 ⬍ 190,8 |
| ❮ | J u r a | Unterjura  | Sinemurium    | 190,8 ⬍ 199,3 |
| ❮ | J u r a | Unterjura  | Hettangium    | 199,3 ⬍ 201,3 |
| ❮ | früher  | früher     | früher        | älter         |

Das Bajocium (selten auch verkürzt zu Bajoc; auch Bajocien genannt) ist die zweite chronostratigraphische Stufe der Mitteljura-Serie im Jura. Das Bajocium begann geochronologisch vor etwa 170,3 Millionen Jahren und endete vor etwa 168,3 Millionen Jahren.

## Namensgebung und Geschichte
Die ursprüngliche Typuslokalität befindet sich bei Bayeux (Département Calvados, Frankreich). Die Stufe ist nach dem gallo-römischen Stadtnamen Bajocae für Bayeux benannt. Stufe und Name wurde von Alcide Dessalines d’Orbigny 1842 eingeführt.

## Definition und GSSP
Der Beginn der Stufe ist durch das Erstauftreten der Ammoniten-Gattung Hyperlioceras definiert. Der hierfür bestimmende GSSP (= Typlokalität und Typprofil) liegt bei Murtinheira am Cabo Mondego in Portugal. Das Ende wird durch das Erstauftreten der Ammoniten-Art Parkinsonia convergens markiert.

## Untergliederung des Bajocium
Das Bajocium wird im tethyalen Bereich in sieben Ammoniten-Biozonen untergliedert:
- Parkinsonia parkinsoni
- Garantiana garantiana
- Strenoceras niortense
- Stephanoceras humphriesianum
- Sonninia propinquans
- Witchellia laeviuscula
- Hyperlioceras discites

Das Bajocium wird seinerseits in Unterbajocium und Oberbajocium unterteilt, wobei das Erstauftreten des Ammoniten Strenoceras niortense den Beginn des Oberbajociums festlegt.